# Link 16
Der Link 16 (von englisch Link für Verbindung) ist ein taktischer Datenlink. Link 16 ist als der digitale Datendienst des militärischen Funksystems JTIDS / MIDS im NATO-Standardization Agreement STANAG 5516 und im US-amerikanischen Militärstandard MIL-STD-6016 definiert.

## Entwicklung
Die Entwicklung begann 1975 in den USA als „TADIL J“ (Tactical Data Information Link) für das JTIDS-Verfahren der US-Streitkräfte und war konzipiert, die älteren Link 11 (TADIL A) bei der Navy sowie Link 4 (TADIL C, fighter data link) bei der Air Force abzulösen. Als die NATO später ebenfalls nach einem geeigneten Verfahren suchte, wurden in der Folge für die Entwicklung und das Konfigurationsmanagement die Kennzahl „16“ als NATO Data Link zugewiesen.
Die Auslieferung erster Link-16-Anwendungen erfolgte Mitte der 1990er-Jahre, zunächst in Trägerkampfgruppen der United States Navy; seit 2000 rüsten auch die europäischen Nationen ihre Streitkräfte vermehrt mit Link-16-fähigen Führungssystemen aus, vor allem in Anwendungen der NATO-integrierten Luftverteidigung.
Aktuelle Weiterentwicklungen / abgeleitete Anwendungen des Link 16 sind:
- JRE(AP) Joint Range Extension (Application Protocol), ein US-Standard zur medienfreien Übermittlung von Link-16-Informationen zum Beispiel mittels TCP/IP,
- VMF (Variable Message Format), ein US-Standard zur Feuerleitung bodengebundener Landsysteme, der ebenfalls die Datenelemente des J.series-Message-Standard verwendet, allerdings in anderer Zusammenstellung,
- im weitesten Sinne Link 22, das ebenfalls auf der Verwendung des J.series-Message-Kataloges definiert ist und zum Teil identische Datenelemente benutzt.

## Technik
Der Link-16-Standard verwendet zur Datenübertragung das Multiplexverfahren Time Division Multiple Access (TDMA), welches jeder Station innerhalb des Netzwerkes ein gewisses Zeitfenster zum Senden von Daten zuweist. Pro Sekunde existieren 128 Zeitschlitze, welche je 7,8125 Millisekunden lang sind und 70 Bits an Daten transportieren können. Um die Übertragungsrate zu erhöhen, können bis zu 127 Netze auf unterschiedlichen Frequenzen betrieben werden, so dass auch 127-mal so viele Zeitschlitze zur Verfügung stehen. Ein Link-16-Netzwerk kann bis zu 32.766 Clients und 524.284 Kursvektoren verwalten. Neben der Übermittlung von Daten in unterschiedlichen Formaten können mehrere Clients ihre Position mittels des Link-16-Systems ermitteln, ohne dabei auf andere Navigationssysteme wie GPS oder INS zurückgreifen zu müssen. Um die Gefahr von feindlicher SIGINT-Aufklärung und elektronischen Gegenmaßnahmen zu verringern, wurden mehrere Sicherheitsmaßnahmen integriert. So wechselt ein Sender während des Betriebs alle 13 µs (etwa 77.000-mal pro Sekunde) zwischen 51 verschiedenen Frequenzen und moduliert ein pseudo-zufälliges Rauschmuster auf das Basissignal, welches nur durch einen Kryptoschlüssel, der nur verbündeten Kräften vorliegt, wieder entfernt werden kann. Dieser Schlüssel dient auch der Ermittlung der Sende- und Empfangsfrequenz sowie dem Verschlüsseln des Datenstroms. Das System arbeitet im Frequenzbereich von 960 bis 1215 MHz. Die Datenrate liegt zwischen 46 und 284 kBit/s.

## Anwendung
Mittels Link 16 können Flugzeuge, Schiffe und Heereseinheiten eines Verbandes ihre Lageinformationen mit sehr geringer Verzögerungszeit übertragen. So kann beispielsweise eine AWACS-Maschine aufgeklärte Ziele sowohl einer Bodenstation als auch direkt anderen Flugzeugen mitteilen.
Die Link-16-Eigenstationsmeldung PPLI unterstützt das ebenfalls im MIDS-Terminal implementierte Relative Navigation-Verfahren mit genauen Positionsmeldungen, die es anderen Stationen erlaubt, daraus den eigenen Standort genau zu ermitteln. Weiterhin wird Link 16 für die Befehlsgebung, sowie den koordinierten Waffeneinsatz genutzt, ebenfalls stehen Datenformate für die Fliegerleitung von Luftfahrzeugen zur Verfügung.
In jüngster Zeit finden Entwicklungen statt, Link 16 vermehrt auch für den Informationsverbund von zur Abwehr ballistischer Raketen geeigneten Waffensystemen zu nutzen.
Zu den Waffensystemen, die Link 16 nutzen, gehören:
- AEGIS, das Führungssystem der US Navy auf Kreuzern und Zerstörern sowie Flugzeugträgern,
- Airborne Warning and Control System (AWACS), das Frühwarnsystem der NATO,
- JSTARS, das Bodenüberwachungssystem der USAF,
- MIM-104 Patriot, ein in der NATO weit verbreitetes Flugabwehrsystem aus US-amerikanischer Produktion,
- die Brandenburg-, Sachsen-, Baden-Württemberg- und Braunschweig-Klasse der Deutschen Marine,
- De-Zeven-Provinciën-Klasse der Königlich Niederländischen Marine,
- diverse Kampfschiffe der britischen, französischen, italienischen und spanischen Marinen,
- die Kampfflugzeuge B-2, F-15, F-16 und F/A-18
- der Eurofighter Typhoon, Saab 39 C/D/E/F
- der Eurocopter Tiger
- Panavia Tornado F.3 ADV, GR.4(TIEC) von 2012 an, IDS/ECR (ASSTA3) von 2011 an
- bodengestützte Luftverteidigungsanlagen, die Control and Reporting Centres (CRC) (Anmerkung: Seit Erreichen einer ersten Grundbefähigung in den CRCs der deutschen Luftwaffe wird der weitere Ausbau der Link-16-Fähigkeit mit Nachdruck vorangetrieben.),
- verlegefähige Luftverteidigungsanlagen, die Deployable Control and Reporting Centres (DCRC).

## Network Participation Groups
Die mit Link 16 übertragenen taktischen Informationen werden mit den sog. J.-series Messages kodiert, binären Datenworten mit genau definierter Bedeutung. Diese gliedern sich in functional areas, die network participation groups, das heißt virtuellen Teilnetzen zugeordnet sind:
- PPLI (Network Participation Groups 5 und 6),
- Surveillance (Network Participation Group 7),
- Command (Network Participation Group 8),
- (Aircraft) Control (Network Participation Group 9)
- Electronic Warfare & Coordination (Network Participation Group 10).

## Abgrenzung
Wie oben beschrieben, handelt es sich bei Link 16 lediglich um einen Dienst des MIDS, obwohl Link 16 und MIDS häufig synonym verwendet werden. Streng genommen handelt es sich aber bei Link 16 lediglich um die Syntax bestimmter Informationen, während MIDS das funktechnische Verfahren beschreibt. Auch bei der Möglichkeit der digitalen Sprachübertragung mittels MIDS handelt es sich nicht um Link 16; dies ist ein anderer Dienst.